# Yoel Levi
Yoel Levi (hebräisch יואל לוי; * 16. August 1950 in Satu Mare, Rumänien) ist ein israelischer Musiker und Dirigent.
Levi begann an der Jerusalem Academy of Music and Dance ein Studium, das er mit dem akademischen Grad eines Masters mit Auszeichnung beendete. Bei Mendi Rodan setzte er seine Studien in Jerusalem weiter fort und danach bei Franco Ferrara in Siena und Rom sowie mit Kirill Petrowitsch Kondraschin in den Niederlanden und an der Guildhall School of Music and Drama in London.
1978 gewann er den ersten Preis beim internationalen Dirigentenwettbewerb in Besançon. Im selben Jahr verpflichtete ihn das Cleveland Orchestra als Assistenten des Chefdirigenten und künstlerischen Leiters Lorin Maazel, bevor er von 1980 bis 1984 die Position des Residenzdirigenten übernahm. Beim Atlanta Symphony Orchestra übernahm er 1988 die Stelle eine Musikdirektors, die er bis 2000 bekleidete. Mit der Atlanta Symphony bespielte er etliche Tonträger mit Werken von Samuel Barber, Aaron Copland, Miklos Rozsa, und Shostakovich für das Label Telarc. Nach seinem Ausscheiden als Musikdirektor verfügte er über den Titel eines emeritierten Musikdirektors des Orchesters von 2000 bis 2005.
Nach seiner Rückkehr nach Europa führte ihn sein Weg nach Brüssel zu den Brüsseler Philharmonikern, die er von 2001 bis 2007 als Chefdirigent leitete. Zur gleichen Zeit, ab 2001, wirkte er als erster Gastdirigent am Israel Philharmonic Orchestra als erster Israeli in dieser Position. Noch während seiner Zeit in Brüssel übernahm er 2005 auch die Stelle eines Chefdirigenten beim Orchestre national d'Île-de-France, die er bis 2012 bekleidete. Im August 2013 wurde bekannt, dass Levi als Musikdirektor und Chefdirigent am KBS Symphony Orchestra verpflichtet wurde, eine Position, die er seit 2014 innehat.
Die Oglethorpe University in Atlanta verlieh Levi 1997 die Ehrendoktorwürde im Rahmen einer feierlichen Festansprache. Im Juni 2001, wurde er mit dem Orden der Künste und der Literatur der Französischen Republik geehrt.
Levi und seine Ehefrau Jackie Perelman haben drei Söhne. Eyal Levi, ein Mitglied der Death-Metal-Band Dååth, Amir Levi, Schauspieler und Theaterdirektor, und Daniel Levi, ein professioneller Drummer.